# 자칼
자칼(jackal)은 개과개속의 동물 세 종(혹은 네 종)의 일컫음이다. 아프리카와 남아시아, 유럽남녘에서 발견된다. 북아메리카의 코요테처럼 사냥보다는 주검따위를 먹는 청소동물이다.
일반적으로 일부일처제 사회이며, 소변과 대변으로 영역 표시를 한다.

## 어원
‘자칼’은 영어 jackal에서 왔다. 이는 프랑스어 chacal에서 왔으며, 이는 다시 튀르키예어 çakal에서 비롯한 단어이고, 이는 페르시아어 شغال shoghāl에서 왔다. 이 단어의 어원은 산스크리트어로 ‘울부짖는 것’을 뜻하는 शृगाल śṛgāla이다.

## 종
자칼로 불리는 세 종은 생김새는 서로 닮기는 했지만 유전적으로 근연관계의 종은 아니다. 시멘자칼이라고 불리던 종은 늑대에 가까운 종으로 분류된다. 다른 세 종의 자칼은 약 6백만년 전에 서로 분리되었으며, 황금자칼은 아시아에서, 나머지 두 종은 아프리카에서 진화한 것으로 생각된다.
- 가로줄무늬자칼 Lupulella adusta
- 검은등자칼 Lupulella mesomelas
- 황금자칼 Canis aureus

에티오피아늑대(Canis simensis)는 붉은자칼, 혹은 시멘자칼이라고 불리기도 하나 늑대에 가까운 종이다.

## 같이 보기
- 리카온
- 삵
- 스라소니